# فيلودوس بسيط
الفيلودوس البسيط (الاسم العلمي:Phyllodoce modesta) هو نوع من الحلقيات يتبع جنس الفيلودوس من فصيلة الفيلودوسات.